# Приобське
Прио́бське (рос. Приобское) — село (колишнє селище) у складі Бистроістоцького району Алтайського краю, Росія. Адміністративний центр та єдиний населений пункт Приобська сільської ради.
Стара назва — Приобський.

## Населення
Населення — 858 осіб (2010; 1067 у 2002).
Національний склад (станом на 2002 рік):
- росіяни — 90 %